# Prix Kaarina-Helakisa
Le prix Kaarina-Helakisa est un prix littéraire décerné en Finlande pour récompenser un écrivain ou illustrateur de livres pour enfants. 
Le prix est nommé en l'honneur de Kaarina Helakisa.

## Lauréats
| Année | Auteur                        |
| ----- | ----------------------------- |
| 1999  | Tuula Kallioniemi             |
| 2000  | Jukka Itkonen                 |
| 2001  | Kristiina Louhi               |
| 2002  | Tuija Lehtinen                |
| 2003  | Mauri Kunnas                  |
| 2004  | Maikki Harjanne               |
| 2005  | Timo Parvela                  |
| 2006  | Aino Havukainen Sami Toivonen |
| 2008  | Tarmo Koivisto                |
| 2007  | Hanna Marjut Marttila         |
| 2009  | Kirsti Manninen               |
| 2010  | Eppu Nuotio                   |
| 2011  | Reetta Niemelä                |
| 2012  | Siri Kolu                     |
| 2013  | Reeta Aarnio                  |
| 2014  | Veera Salmi                   |
| 2015  | Mauri Kunnas                  |